# Arzay
Arzay ist eine Ortschaft und eine Commune déléguée in der französischen Gemeinde Porte-des-Bonnevaux mit 233 Einwohnern (Stand: 1. Januar 2022) im Département Isère in der Region Auvergne-Rhône-Alpes.  
Die Gemeinde Arzay wurde am 1. Januar 2019 mit Nantoin, Commelle und Semons zur Commune nouvelle Porte-des-Bonnevaux zusammengeschlossen. Sie gehörte zum Arrondissement Vienne, zum Kanton Bièvre und zur Communauté de communes Bièvre Isère.

## Geografie
Arzay liegt etwa 25 Kilometer ostsüdöstlich von Vienne. Umgeben wurde die Gemeinde Arzay von den Nachbargemeinden Villeneuve-de-Marc im Nordwesten und Norden, Lieudieu im Norden und Nordosten, Semons im Osten, Ornacieux im Südosten sowie Bossieu im Süden und Westen.

## Bevölkerungsentwicklung
| Jahr                       | 1962 | 1968 | 1975 | 1982 | 1990 | 1999 | 2006 | 2017 |
| Einwohner                  | 129  | 125  | 108  | 142  | 166  | 169  | 207  | 229  |
| Quellen: Cassini und INSEE |      |      |      |      |      |      |      |      |

## Sehenswürdigkeiten

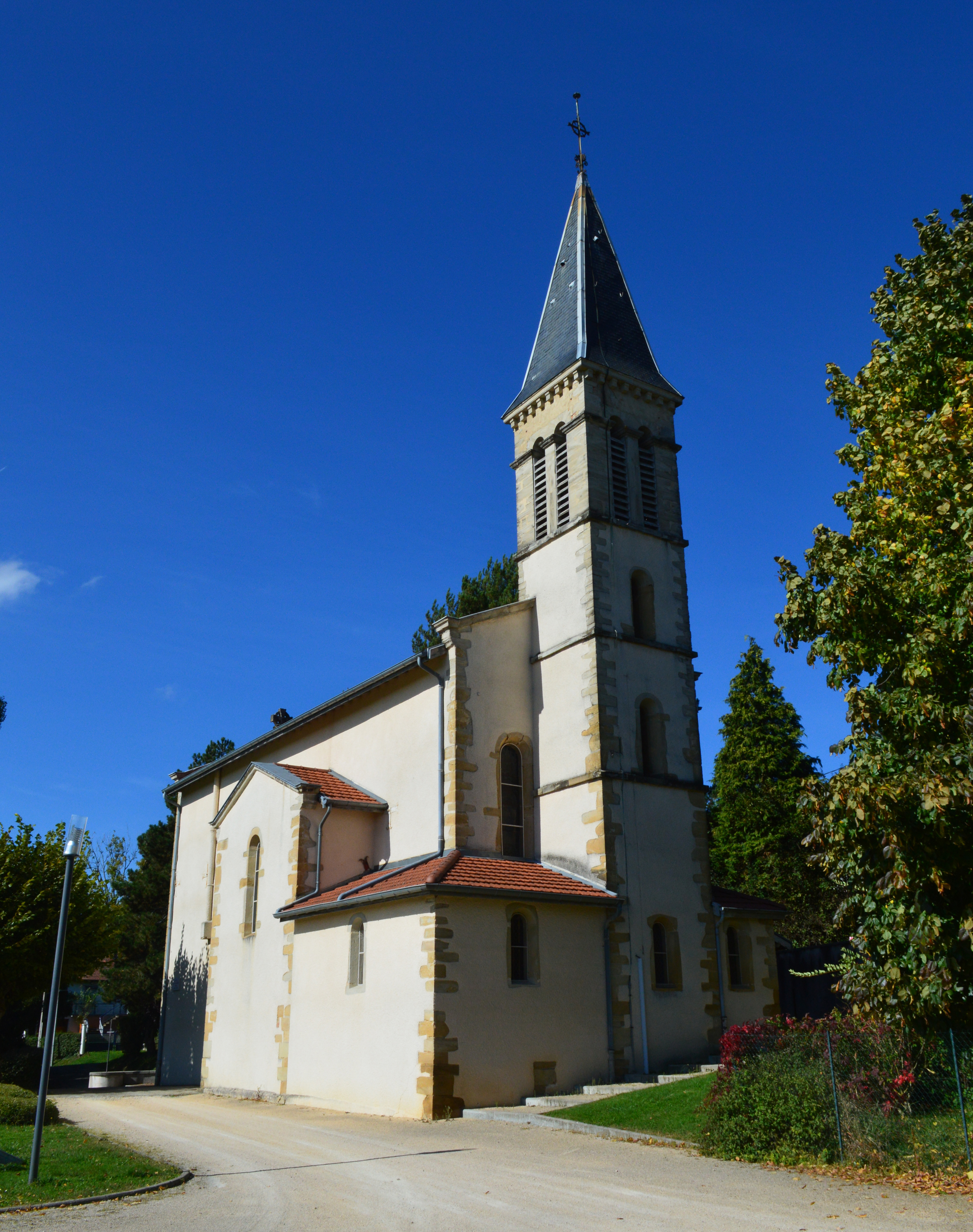
Kirche Saint-Laurent

- Kirche Saint-Laurent